# شاطئ المضربة
شاطئ المضربة هو شاطئ رملي يمتد على ساحل مدينة دانية في مقاطعة لقنت في إسبانيا.